# Katarzyna Szymańska-Borginon
Katarzyna Szymańska-Borginon (ur. 23 stycznia 1966 w Krakowie) – polska dziennikarka.

## Życiorys
Od 1990 pracuje jako dziennikarka w Brukseli, gdzie od 1994 jest korespondentką RMF FM. Zajmuje się tematyką unijną. Była specjalną wysłanniczką stacji na ważne szczyty Unii Europejskiej. W 2001 została laureatką nagrody Grand Press 2001 w kategorii „Najlepszy news” za artykuł Nic(ea) o nas bez nas. W 2003 wydała książkę W piżamie do Europy (Wydawnictwo BoSz) traktującą o polskich dążeniach do uzyskania członkostwa w UE.
Współpracuje także z tygodnikiem „Newsweek Polska”. Dawniej, przez pięć lat pod pseudonimem Katarzyna van Kraainem pisała w nieistniejącym obecnie dzienniku „Życie”.